# (21200) 1994 PU10
A (21200) 1994 PU10 a Naprendszer kisbolygóövében található aszteroida. Eric Walter Elst fedezte fel 1994. augusztus 10-én.